# Сердюк Анатолій Сергійович
Сердю́к Анато́лій Сергі́йович (нар.5 жовтня 1968, м. Городок Хмельницької області)  — український математик, доктор фізико-математичних наук, професор, провідний науковий співробітник відділу теорії функцій Інституту математики НАНУ, лауреат премії Президента України для молодих вчених (2003).

## Біографія
Анатолій Сердюк народився 5 жовтня 1968 р.в м. Городок на Хмельниччині. Батько, Сердюк Сергій Антонович(*1930—†2009), працював директором Дитячо-юнацької спортивної школи; мати, Сердюк(Бондарчук) Надія Павлівна(*1940—†2018), працювала зубним лікарем.
У 1985 р. із золотою медаллю закінчив середню школу № 2 м.Городка і вступив на фізико-математичний факультет Кам'янець-Подільського державного педагогічного інституту, який закінчив з відзнакою у 1992 році.
У 1987—1989 роках перебував у лавах Збройних силах СРСР, проходячи строкову військову службу на космодромі Байконур у військовій частині, яка здійснювала технічне обслуговування універсального комплекса «Стенд»-«Старт» (250 майданчик) в рамках радянських космічних програм Полюс, Енергія та Буран.
В 1992—1995 роки навчався в аспірантурі Інституту математики НАН України, і 1995 року захистив кандидатську дисертацію «Оцінки поперечників класів (ψ,β)-диференційовних функцій».
З 1995 року  працює в відділі теорії функцій Інституту математики НАН України на посадах молодшого наукового співробітника (1995—1998), наукового співробітника (1998—2002), старшого наукового співробітника (2002—2006), а з 2006 - провідний науковий співробітник.
Протягом 2002—2005 років навчався в докторантурі Інституту математики НАН України, і 2006 року захистив докторську дисертацію «Екстремальні задачі теорії наближення на класах нескінченно диференційовних періодичних функцій».
З 1997 по 2006 роки займав посаду вченого секретаря Українського математичного товариства.
З лютого 2006 року очолює профспілкову організацію Інституту математики НАН України, член Центрального комітету профспілки працівників НАН України 2012 – 2017 р.р., член Вченої ради Інституту математики НАН України.

## Науковий доробок
А. С. Сердюк є автором понад 170 наукових праць . Під його науковим керівництвом захистили дисертації 6 кандидатів фізико-математичних наук.
Основні наукові праці:
- Сердюк А. С. Про існування та єдиність розв'язку задачі рівномірної SK-сплайн інтерполяції// Укр. мат. журн. — 1999. — Т.51, № 4. — C. 486—492.
- Степанец А. И., Сердюк А. С. Приближение суммами Фурье и наилучшие приближения на классах аналитических функций// Укр. мат. журн. — 2000. — Т.52, № 3. — C.375-395.
- Степанец А. И., Сердюк А. С. Прямые и обратные теоремы приближения функций в пространстве Sp// Укр. мат. журн. — 2002. — Т.54, № 1. — C. 106—124.
- Сердюк А. С. Наближення нескінченно диференційовних періодичних функцій інтерполяційними тригонометричними поліномами// Укр. мат. журн. — 2004. — Т.56, № 4. — C. 495—505.
- Сердюк А. С. Найкращі наближення і поперечники класів згорток періодичних функцій високої гладкості// Укр. мат. журн. — 2005. — Т.57, № 7. — C. 946—971.
- Степанец А. И., Сердюк А. С., Шидлич А. Л. Классификация бесконечно дифференцируемых периодических функций// Укр. мат. журн. — 2008. — Т.60, № 12. — C. 1686—1708.
- Сердюк А. С. Приближение интегралов Пуассона суммами Валле Пуссена в равномерной и интегральных метриках // Укр.мат.журн. — 2010.- 62, № 12. — C.1672-1686.
- Serdyuk A.S., I.V. Sokolenko  I.V. Asymptotic behavior of best approximations of classes of Poisson integrals of functions from Hω // Journal of Approximation Theory. — 2011. — 163, № 11. — P. 1692—1706.
- Serdyuk A.S., Ovsii Ie.Yu.,  Musienko A.P.   Approximation of classes of analytic functions by de la Vallee  Poussin sums in uniform metric // Rendiconti di Matematica —  2012. — Vol.32,№ 1-2. — P. 1-15.
- Serdyuk A.S., Ovsii Ie.Yu. Uniform approximation of Poisson integrals of functions  from the class Hω by de la Vall´ee Poussin sums // Analysis Mathematica. – 2012. –   38, № 4. –   P. 305–325.
- Serdyuk A.S., Bodenchuk V.V. Exact values of Kolmogorov widths of classes of  Poisson  integrals // Journal of Approximation Theory. – 2013. –   173, № 9. –   P. 89-109.
- Serdyuk A.S., Sokolenko I.V. Asymptotic equalities for best approximations for classes of infinitely differentiable functions defined by the modulus of continuity (Russian)// Mat. Zametki . —  2016. –   99, № 6, P.904-920; translation in Math. Notes. —  2016. –   99, № 5- 6, P. 901–915.
- Serdyuk A. S., Stepanyuk T. A. Uniform Approximations by Fourier Sums in Classes of Generalized Poisson Integrals // Analysis Math., 45 (1) (2019), 201–236.

## Нагороди

Президент Л.Д.Кучма вручає А.С.Сердюку Премію президента України для молодих вчених, Маріїнський палац (2004 р.)

- Грант Американського математичного товариства для аспірантів (1994—1995 р.р.)
- Стипендія ДКНТП України для молодих вчених (1996 — 1997 р.р.).
- Стипендія Президента України для молодих вчених (1998—2000 р.р.,2000-2002 р.р.).
- Грант Державного комітету України з питань науки, техніки та промислової політики: 11.3/17В.
- Гранти Державного фонду фундаментальних досліджень : 1.4/8В ; Ф25.1/043; Ф35/001.
- Премія Президента України для молодих вчених[7].
- Почесна грамота Президії Національної академії наук України та Центрального комітету профспілки працівників Національної академії наук України (2009 р.)
- Ґрант Президента України для здійснення наукового дослідження[8].
- Подяка Президії Національної академії наук України (2013 р.)
- Золотий нагрудний знак Східноєвропейського національного університету імені Лесі Українки  (2014 р.)
- Ювілейна Почесна грамота Президії Національної академії наук України  (2018 р.)
- Відзнака Президії Національної академії наук України ЗА ПІДГОТОВКУ НАУКОВОЇ ЗМІНИ (2023 р.)